# عصفور الشمس العربي
التُمير العربي أو عصفور الشمس العربي (الاسم العلمي: Cinnyris hellmayri) هو نوع من الطيور في عائلة التميريات، التي تتواجد في عمان والمملكة العربية السعودية واليمن. 
تفضل هذه الأنواع المناطق الصخرية أو الرملية وأحواض الأنهار الجافة بأشجار الأكاسيا والزفيزف.  ويوجد منها نوعان فرعيان:
- Cinnyris hellmayri hellmayri - نيومان
- Cinnyris hellmayri kinneari - بيتس [4]